# Luca Fanfoni
Luca Fanfoni (San Secondo Parmense, 5 luglio 1964) è un violinista italiano.

## Biografia
Figlio di Ercole Fanfoni (1936-2010 clarinetto basso al Teatro Comunale di Bologna), ha iniziato lo studio del violino al Conservatorio di Parma con Giuseppe Alessandri per proseguire al Conservatorio di Musica "G. Verdi" di Milano, diplomandosi sotto la guida di Gigino Maestri. Successivamente studia con Leonid Kogan e Franco Gulli all'Accademia Chigiana di Siena, e Dora Schwarzberg a Vienna.
Vince il primo premio al Concorso Internazionale di Stresa, il primo premio al Concorso Nazionale di Pescara e il primo premio alla Rassegna Nazionale Violinistica di Vittorio Veneto. Ottiene nel 1988 il primo premio al Concorso Internazionale "Romano Romanini - Premio Città di Brescia", il terzo premio al Concorso "Giovan Battista Viotti" di Vercelli nel 1986 e un premio speciale al Premio Paganini di Genova nel 1989.
Negli anni 1989/90 è stato violino di spalla dell'Orchestra del Teatro alla Scala di Milano. Precedentemente è stato violino di spalla al Teatro Comunale di Bologna.
Si è esibito in sale da concerto quali: Carnegie Hall di New York, Palazzo del Quirinale di Roma, Philharmonie Hall di Anversa, Kaikan Hall di Kyoto e Geijutsu Gekijo di Tokyo, Sala Verdi del Conservatorio di Milano, Music Hall dell'Hochschule di Vienna, Sala dei Concerti del Conservatorio di Lucerna, Pantheon di Roma, Toppan Hall di Tokyo, Concert Hall di Sapporo, Symphony Hall di Okayama, Granship di Shizuoka, Across di Fukuoka, Concert Hall di Nagoya, Bartók Hall di Szombathely, Teatro Municipale di Piacenza.
È docente di violino al Conservatorio "Arrigo Boito" di Parma e svolge intensa attività discografica.

## Discografia
- 2000 – Milstein, Grieg, Ravel, Piazzolla - con Monica Fini (Phoenix Classics)
- 2003 – Locatelli: L'Arte del Violino (12 Concerti e 24 Capricci op.3) - con Reale Concerto (Dynamic)
- 2004 – Ysaÿe: 6 Sonate per violino op. 27 (Amadeus)
- 2004 – Vivaldi: Le quattro stagioni op. 8, Concerti F. III n.23 e F. XII n.38 - con Reale Concerto (Tactus)
- 2007 – Lolli: Complete Violin Concertos - con Reale Concerto (Dynamic)
- 2010 – Lolli: Sonatas for Violin and Basso continuo - con Paola del Giudice (Dynamic)
- 2012 – Busoni: Violin Sonatas n. 1, 2 - con Luca Ballerini (Amadeus)
- 2013 – Bach: Complete Sonatas and Partitas - con Reale Concerto (Dynamic)
- 2015 – Bazzini: La Ronde des Lutins - con Luca Ballerini (Dynamic)
- 2015 – Dallapiccola: Complete Music for Piano and Violin - con Maria Semeraro (Brilliant Classics)
- 2015 – Paganini Rediscovered (Dynamic)
- 2016 – Tartini, Paganini, Locatelli: Of Witches And Devils - con Luca Ballerini (Dynamic)
- 2021 – Mauro D'Alay: 12 Violin Concertos Op.1 (Dynamic)
- 2021 -  Paganini : 24 plus One Capricci ( AulicusClassics
- 2022 - Locatelli : 24 Capricci Plus One (Dynamic)
- 2022 -  Mauro D'Alay : The Dresden Concertos for Violin, Strings and Organ  Concerto " For Anna Maria" (Dynamic)
- 2023 - Paganini World Premiere Recordings Sonata a preghiera with original orchestral accompaniment  and other rarities     (Dynamic )

## Pubblicazioni
- Luca Fanfoni, Archimede Orlandini, liutaio di Parma, Cremona, Turris Ed., 1998.